# Загава Ґальон
Загава Ґальон (івр. זהבה גלאון, уроджена Злата Лейбівна Шнипицька; нар.. 4 січня 1956 року, Вільнюс, СРСР) — ізраїльська політична діячка, лідерка лівої партії «Мерец» в 2012—2018 роках, феміністка.

## Життєпис
Злата Шнипицька народилася 4 січня 1956 року у Вільнюсі. Батьки, Лейб Борух-Лейзерович Шнипицький (1926, Маріямполе — 2018, Тель-Авів) та Шейна Ісаківна Шнипицька (уроджена Надель, 1923, Вільнюс — 2012, Тель-Авів). У 1957 році родина емігрувала до Польщі, звідти в 1960 році репатріювалася до Ізраїлю. Злата служила в десанті Армії оборони Ізраїлю, демобілізувалась у сержантському званні.
Перший академічний ступінь здобула в коледжі Бейт Берл, в галузі спеціальної педагогіки та івриту. Другий отримала в Єрусалимському університеті.

## Політична діяльність
У 1999 році Загава Ґальон була обрана до Кнесету 15-го скликання та увійшла до складу комісії з підтримки статусу жінки, комісії із закордонних справ і безпеки та комісії кнесету. Також посіла посаду голови парламентської слідчої комісії з питання торгівлі жінками. Очолила фракцію «Мерец» у кнесеті.
Потім переобиралася до Кнесету 16-го та 17-го скликань. Перед виборами в кнесет 18-го скликання посіла четверте місце в партійному списку Мерецу, і не стала депутаткою, адже партія отримала всього три мандати. Однак після того, як в 2011 році депутат Хаїм Орон покинув Кнесет, Захава Гальон зайняла його місце.
7 лютого 2012 року Ґальон була обрана лідеркою партії «Мерец», її кандидатуру підтримала засновниця партії Шуламіт Алоні, назвавши Ґальон «нахабною та сміливою», а її суперника Ілана Ґілона — «стомлюючим занудою».
Загава Ґальон є однією з засновниць руху «Бецелем» та його генеральною секретаркою. Ґальон володіє івритом, їдишом, англійською та російською мовами.
Дядько (брат матері) — історик-медієвіст Беньямін Ісакович Надель (1918, Петроград — 2014, Хантінгтон), випускник віленської семінарії вчителів їдишу (1936), кандидат історичних наук (1947), був професором і завідувачем кафедри латинської мови в Педагогічному інституті імені О. І. Герцена, з 1957 року завідувачем кафедри стародавньої та середньовічної історії Вищої педагогічної школи в Гданську; у 1968 році покинув Польщу і з 1969 року жив у США, де серед іншого був директором архівів Бунду, генеральним секретарем його координаційної ради (1992—2004) і редактором її органу «Ундзер цайт» (на їдиш); автор кількох історичних монографій на їдиші, наукових праць російською, польською та англійською мовами, головним чином з історії грецької діаспори раннього середньовіччя.